# Uvulaar
Een uvulaar is een medeklinker die wordt gearticuleerd met de achterkant van de tong tegen of bijna tegen de huig. Uvulaars kunnen plosief, fricatief, nasaal, tril en approximant zijn, maar het Internationaal Fonetisch Alfabet heeft niet voor elke approximant een symbool. Daarom wordt in die gevallen het symbool van de stemhebbende fricatief gebruikt. Uvulare affricaten zijn zeldzaam, en komen met name voor in Duitse dialecten en een paar Afrikaanse talen.
Deze pagina bevat fonetische informatie in het IPA, die in sommige browsers mogelijk niet correct wordt weergegeven.
Waar symbolen in paren voorkomen, vertegenwoordigt het rechter teken een stemhebbende medeklinker. Gearceerde gebieden bevatten medeklinkers die worden beschouwd als onuitspreekbaar.
Zie ook: IPA, Klinkers